# Function analysis system technique
 (octobre 2013).
FAST  (en anglais function analysis system technic) est un type de diagramme qui présente une manière de penser, d'agir, ou de parler. Le diagramme FAST se construit de gauche à droite, dans la logique suivante : du "pourquoi" au "comment". Grâce à sa culture technique et scientifique, l'ingénieur développe les fonctions de service du produit en fonctions techniques. Il choisit des solutions pour construire finalement le produit. Le diagramme FAST constitue alors un ensemble de données essentielles permettant d'avoir une bonne connaissance d'un produit complexe et ainsi de pouvoir améliorer la solution proposée. La norme NF EN 12973 (management par la valeur) décrit le diagramme FAST en tant qu'une des méthodes usuelles d'analyse fonctionnelle.

## Schématisation
Voici l'exemple type du diagramme :

La méthode s'appuie sur une technique interrogative :
- pourquoi ? : pourquoi une fonction doit-elle être assurée ? Accès à une fonction technique d'ordre supérieur, on y répond en lisant le diagramme de droite à gauche ;
- comment ? : comment cette fonction doit-elle être assurée ? On décompose alors la fonction, et on peut lire la réponse à la question en parcourant le diagramme de gauche à droite ;
- quand ? : quand cette fonction doit-elle être assurée? Recherche des simultanéités, qui sont alors représentées verticalement.

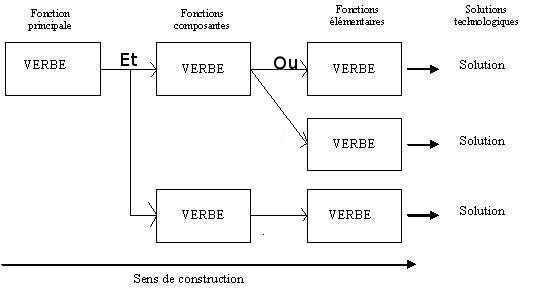
Conventions du diagramme FAST

Autres conventions de branchement

Les réponses à chacune de ces questions ne sont ni exclusives, ni uniques. Aussi il existe deux types d'embranchements entre les différentes colonnes, les embranchements de type « et », et les embranchements de types « ou ». Pour une liaison « et », un trait part à l'horizontale puis se sépare ; cela signifie que les fonctions subséquentes doivent toutes être réalisées. Pour une liaison « ou », on peut utiliser deux représentations :
- soit les flèches ont la même origine mais des directions différentes ;
- soit les flèches sont parallèles mais ont des origines différentes.

Cela signifie que l'on peut utiliser l'une ou l'autre des fonctions.
Les fonctions doivent être décrites par un verbe à l'infinitif.
Afin de permettre une compréhension aisée de tous, ce type de représentation est normé. Au niveau de la France, elle est régulée par la norme NF EN 1325-1 qui décrit les grandes lignes de cette méthode.

## Exemple
On s'intéresse à un pilote automatique de bateau. Une de ses fonctions principales de service est : « Maintenir le cap ».
Le diagramme FAST sera alors : 

Il faudra réaliser un diagramme FAST pour chacune des fonctions de service, notamment des fonctions contraintes. L'une des fonctions contraintes ici pourrait être « résister à l'humidité ».